# Sent Eirieg de Peirabon
Sent Iriès lo Bòsc (en francès Saint-Yrieix-les-Bois) és una comuna (municipi) de França, a la regió de la Nova Aquitània, departament de la Cruesa. La seva població al cens de 1999 era de 311 habitants. Està integrada a la Communauté de communes du Pays du Cruesa Thaurion Gartempe.

## Demografia
| 1968 | 1975 | 1982 | 1990 | 1999 |
| ---- | ---- | ---- | ---- | ---- |
| 385  | 338  | 307  | 326  | 311  |

## Administració
| Període   | Identitat          | Partit |
| --------- | ------------------ | ------ |
| 2001-2008 | Jean-Louis Thibord |        |
| 2008-     | Sylvie Labar       |        |